# Mentira para los niños
Una mentira para los niños es una explicación simplificada de un tema técnico o complejo como método de enseñanza para niños o legos, originalmente descrita por los divulgadores de ciencia Ian Stewart y Jack Cohen. La palabra niños no debe tomarse literalmente, sino en el sentido de quienquiera en el proceso de aprender algo antes desconocido. La frase es en sí misma una simplificación de ciertos conceptos en la filosofía de la ciencia.
Debido a que algunos asuntos pueden ser extremadamente difíciles de entender sin experiencia previa, introducirlos a su nivel completo de complejidad a un estudiante o niño de golpe puede ser abrumador. Por lo tanto las explicaciones escolares son simplificadas de forma que haga la lección más comprensible, a costa de estar técnicamente equivocado. Se espera que la mentira para los niños sea finalmente reemplazada con una explicación más sofisticada que está más cercana a la verdad.
Normalmente tales discursos no tienen la intención de engañar,  y pueden ser de hecho verdaderos como una primera aproximación o en determinados contextos. Por ejemplo, la mecánica clásica es menos precisa que la mecánica relativista a velocidades cercanas a la de la luz y que la mecánica cuántica en escalas subatómicas, pero sigue siendo una aproximación válida de aquellas teorías en la mayoría de las situaciones del mundo cotidiano.

## Análisis
El concepto de mentir-a-los-niños fue discutido en profundidad en el año 2000 por Andrew Sawyer, donde el tema en sí fue incluido en el título del artículo: "Narrativium y mentiras a los niños: 'Instrucción palpable en 'La ciencia de Mundodisco' ".<ref="butler" /> Sawyer escribió que: "Las 'mentiras para los niños' que nos contamos sobre la ciencia son una forma diferente de ciencia ficción: una, quizás, en la que 'ficción' califica a la palabra 'ciencia'. Son 'ficciones sobre la ciencia' más que 'ficciones sobre la ciencia'" Sawyer concluyó: "La fuerza de La ciencia de Mundodisco -y el motivo por el que en muchos aspectos es algo nuevo en la escritura científica- se deriva de que la historia de Pratchett es más que una parábola construida con el propósito específico de explicar lo que los científicos tienen que decir. Es, como se ha dicho, un comentario/parodia del método científico".
En una contribución sobre la evolución para el libro de 2001 Nonlinear Dynamics in the Life and Social Sciences, el biólogo de la reproducción Jack Cohen discutió la técnica de enseñanza de la mentira a los niños y su uso educando a los estudiantes en el concepto de evolución y sus complejas facetas, incluyendo la noción de que el ADN es una guía arquitectónica para la vida. El autor concluyó: "Sólo la búsqueda de rasgos universales, al tiempo que se atesoran todas las especificidades excepcionales, ofrece alguna esperanza de esbozar la forma general del proceso evolutivo para que podamos explicarlo honestamente como una Mentira a los Niños."
D.J. Jeffrey y Robert M. Corless del Centro de Investigación de Ontario para el Álgebra Computacional en la Universidad de Ontario occidental escribieron en su documento de 2001 ciencias de la computación sobre la instrucción del álgebra lineal sobre el concepto de enseñanza. Jeffrey y Corless identificaron una mentira "útil" para los niños, como aquella en la que: "El punto pedagógico es evitar cargas innecesarias en el primer encuentro del estudiante con el concepto." Los autores dieron un ejemplo de la instrucción de matemáticas en la primera infancia: "Enseñamos alegremente a los niños que 'no se puede restar 3 a 2' porque confiamos en que alguien les presentará más tarde los números negativos." Corless profundizó en esta opinión en un artículo posterior publicado en 2004, escribiendo: "Una 'mentira a los niños' es una simplificación útil que inicia el camino hacia un mejor conocimiento. Es una verdad no reconocida que las matemáticas antes de los ordenadores eran una mentira para los niños."
En su libro de 2004 Bioinformatics, Biocomputing and Perl, los autores Michael Moorhouse y Paul Barry explicaron cómo el modelo de mentir a los niños puede ser utilizado como una técnica de enseñanza para los conceptos de proteína, ARN y ADN. Moorhouse y Barry escribieron que la metodología de mentir a los niños puede reducir nociones académicas complejas a un formato más simple para la comprensión básica. Los autores concluyen que la técnica de enseñanza de mentir a los niños: "permite entender las características básicas sin confundir las cosas al considerar las excepciones y las mejoras."
Haroom Kharem y Genevieve Collura fueron críticos con la práctica docente, en una contribución al libro de 2010 Teaching Bilingual/Bicultural Children. Los autores escribieron que utilizar este método de enseñanza era una forma de falta de respeto a la verdad. Kharem y Collura lamentan que, en lugar de impartir la verdad a los niños, "se promueva una pedagogía de la estupidización en la que los profesores impregnan a los alumnos de falsedades y luego se preguntan por qué la educación tiene problemas. Tarde o temprano, las invenciones que enseñamos a los alumnos saldrán a la luz y el respeto que los educadores esperan de los alumnos se convertirá en una falsedad." 
Universidad de North Eastern Hill economía profesor Sudhanshu K. Mishra en 2010 definió la frase como: "Una mentira a los niños es una mentira, a menudo una perogrullada, que puede utilizar eufemismo(s), que se dice para hacer que un tema adulto sea aceptable para los niños. " Mishra puso como ejemplo a los padres que se dedican a la mitología mintiendo a sus hijos y diciéndoles que eran "traídos por una cigüeña a la casa", en lugar de explicarles el parto. En una contribución de 2011 a la revista académica Digital Difference, Hamish Macleod y Jen Ross discutieron el concepto de mentir a los niños y escribieron que esta metodología de enseñanza puede tener el impacto negativo de introducir dificultades de estudio a los estudiantes a medida que avanzan en su educación. Advirtieron de que esto podría influir negativamente en el comportamiento futuro de los estudiantes. Macleod y Ross escribieron: "Hacer de abogado del diablo es en sí mismo una noción desafiante para muchos estudiantes, que pueden, especialmente en sus primeros años de educación superior, estar condicionados por lo que Stewart y Cohen llaman "mentiras a los niños" para esperar preguntas simples y sin ambigüedades y respuestas igualmente simples. "